# Taurinus (Gegenkaiser)
Taurinus war ein römischer Gegenkaiser. Wohl um 231 rebellierte er gegen Kaiser Severus Alexander.

## Leben
Über Taurinus ist sehr wenig bekannt. Überliefert ist nur, dass er – offenbar im Osten des römischen Reiches – zum Kaiser erhoben wurde und dass er sich „aus Furcht“ in den Euphrat stürzte und ertrank. Nur in zwei Quellen, die beide erst in der Spätantike entstanden sind, wird er erwähnt: in der Epitome de Caesaribus und im Laterculus des Polemius Silvius. Polemius versetzt seinen Aufstand irrtümlich in die Regierungszeit des Kaisers Elagabal.
Im Heer herrschte damals eine aufsässige Stimmung und Neigung zu Meutereien, Severus Alexander verfügte bei den Soldaten kaum über Autorität. Diese Konstellation begünstigte die Rebellion des Taurinus. Der konkrete Anlass seiner Erhebung zum Gegenkaiser ist aber unbekannt. Sehr wahrscheinlich hing sie mit der sasanidischen Offensive und der römischen Gegenoffensive im römisch-persischen Krieg von 230/231–232 zusammen.
In der Forschung wird die Möglichkeit erwogen, dass der Name Taurinus eine Falschschreibung von „Uranius“ ist; nach dieser Hypothese ist Taurinus mit dem Uranius gleichzusetzen, der als Gegenkaiser gegen Severus Alexander bei Polemius Silvius, Zosimos und Georgios Synkellos erwähnt wird. Uranius wurde in Edessa erhoben, was geographisch zum Tod im Euphrat passen würde. Allerdings unterscheidet Polemius Silvius eindeutig zwischen Uranius und Taurinus, was gegen die Gleichsetzung spricht.